# آریستوکرات رنچتس (کلرادو)
آریستوکرات رنچتس (به انگلیسی: Aristocrat Ranchettes) یک منطقهٔ مسکونی در ایالات متحده آمریکا است که در شهرستان ولد، کلرادو واقع شده‌است. آریستوکرات رنچتس ۴٫۸ کیلومتر مربع مساحت و ۱٬۳۴۴ نفر جمعیت دارد و ۱٬۵۲۵ متر بالاتر از سطح دریا واقع شده‌است.